# Шкленниково (Мядельский район)
Шкленниково (бел. Шкленіко́ва) — деревня в Мядельском районе Минской области Белоруссии. Входит в состав Сватковского сельсовета.

## География
Пролегает дорога Р-58.
Ближайшие населённые пункты Мацки, Паморовщина и др.

## История
В 1905 году в Мядельской волости Вилейского уезда Виленской губернии.
В 1921—1945 годах деревня в составе гмины Мядел Дуниловичского (с 1925 года Поставского) повета Виленского воеводства.

## Население

### Численность
- 2009 год — 10 жителей

### Динамика
- 1905 год — 250 жителей (129 муж., 121 жен.)[2]
- 1921 год — 232 жителей, 44 дворов[3].
- 1931 год — 237 жителей, 48 дворов[4].
- 2009 год — 10 жителей (перепись населения)[2]

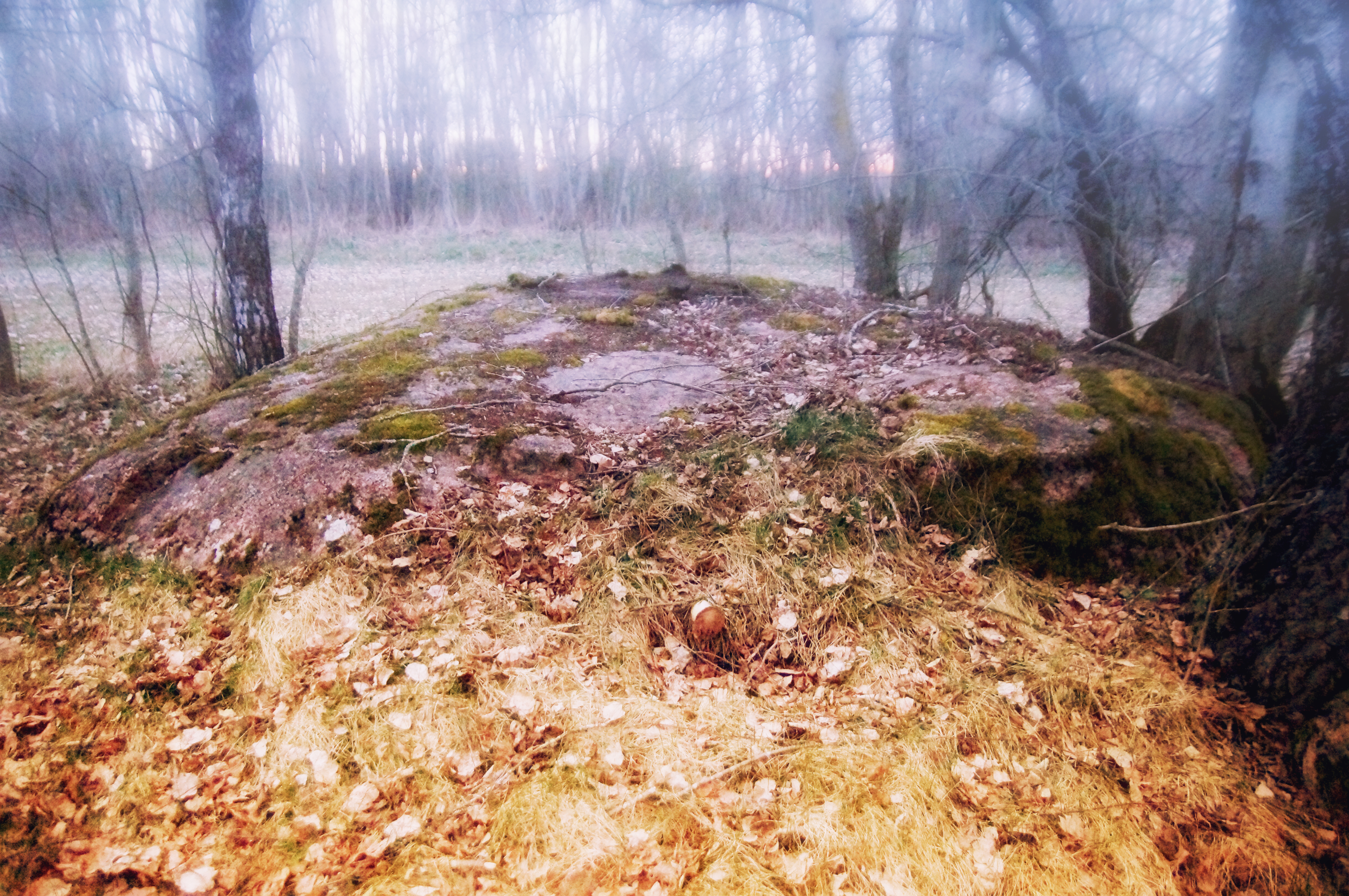
Валун «Чертов камень» шкленниковский

## Достопримечательность
- Валун «Чертов камень» шкленниковский[5][6] — геологический памятник природы республиканского значения.

Крупный ледниковый валун возле деревни Шкленниково, геологический памятник природы республиканского значения. Расположен на поле, в 12 км на юго-восток от г. Мядель, в 3 км на северо-западу от аг. Сватки, в 1 км на юг д. Шкленниково. Длина 4,6 м, высота 0,8 м; площадь охраняемой территории —  14 м².

### Памятник, скульптура
- Воинский мемориал в памяти жертв, погибших в деревне в годы Великой Отечественной войны[7]. 27 сентября 1943 года деревня Шкленниково была сожжена.